# Niphargus thienemanni
Niphargus thienemanni is een vlokreeftensoort uit de familie van de Niphargidae. De wetenschappelijke naam van de soort is voor het eerst geldig gepubliceerd in 1934 door Schellenberg.